# Neoperla nigra
Neoperla nigra är en bäcksländeart som beskrevs av Ignac Sivec 1984. Neoperla nigra ingår i släktet Neoperla och familjen jättebäcksländor. Inga underarter finns listade i Catalogue of Life.